# دوغلاس وود (كاتب)
دوغلاس وود (بالإنجليزية: Douglas Wood)‏ هو كاتب للأطفال وموسيقي وكاتب ومغني أمريكي، ولد في 1951.